# مزرعه ۶۶۶۶

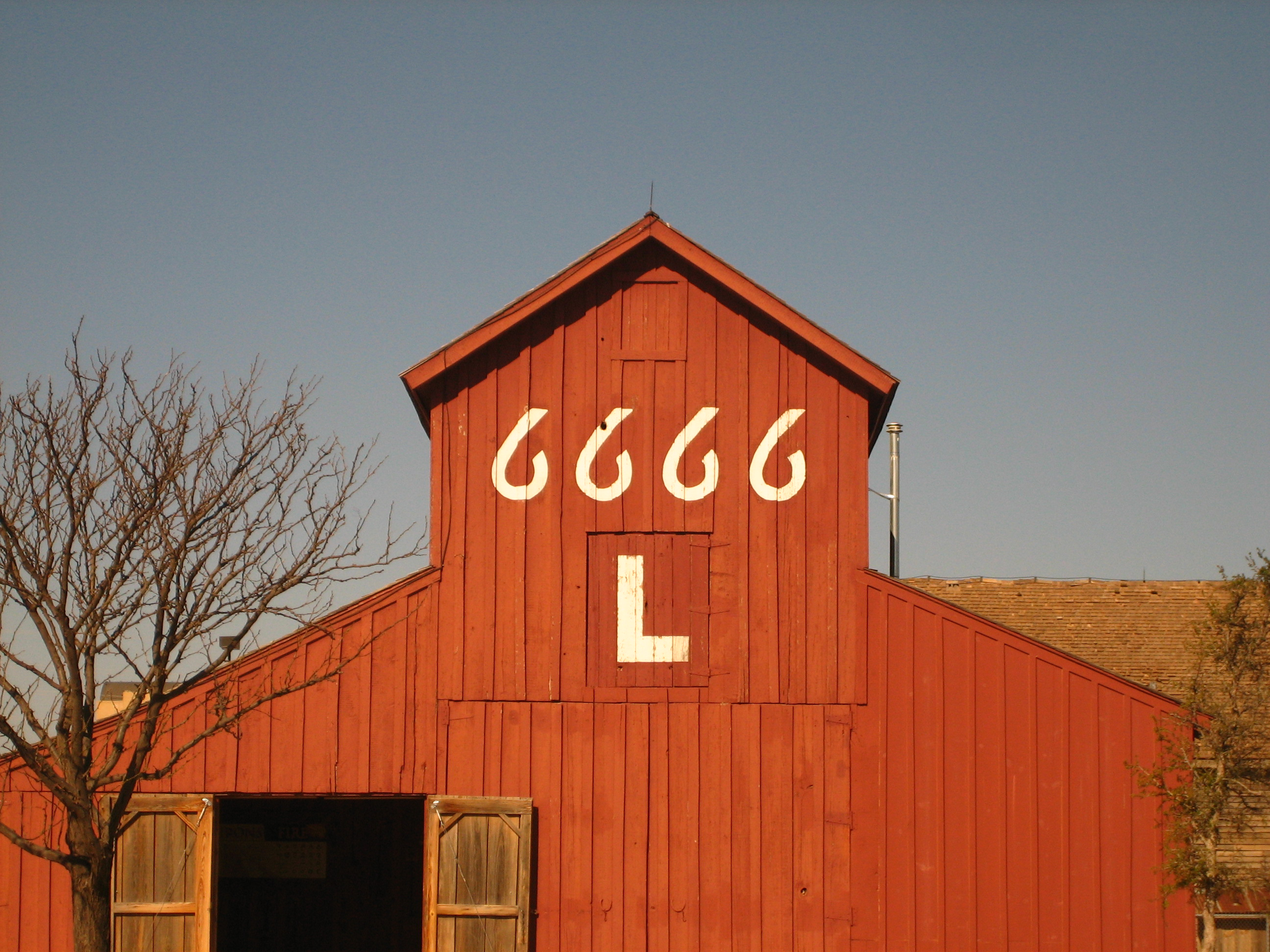
انبار قرمز مزرعه ۶۶۶۶ در مرکز ملی میراث دامداری در لابک، تگزاس

مزرعه ۶۶۶۶ (به انگلیسی: 6666 Ranch) که همچنین با نام مزرعه چهار شش (Four Sixes) یا شش‌های چهارگانه (Quad Sixes) شناخته می‌شود، یک مزرعه در شهرستان کینگ و همچنین شهرستان کارسون، هاچینسون در ایالت تگزاس آمریکا است.

## موقعیت
بخش اصلی مزرعه در نزدیکی شهر گاتری در شهرستان کینگ در ایالت تگزاس واقع شده‌است. وسعت این مزرعه ۳۵۰۰۰۰ هکتار است. خانه اصلی مزرعه در خارج از بزرگراه شماره ۸۲ است.